# Csengele
Csengele je obec v Maďarsku v župě Csongrád-Csanád v okrese Kistelek. K 1. lednu 2017 zde žilo 1 955 obyvatel.

## Geografie
Obec je vzdálena asi 20 km severozápadně od okresního města Kistelek. Od města s župním právem, Segedína, se nachází asi 40 km severozápadně.

## Doprava
Do obce se lze dostat po dálnici M5 a silnicemi z Kisteleku a Pusztaszeru. Dále jí prochází důležitá železniční trať Cegléd–Segedín, na které se nachází stanice Csengele.